# Shōgun - Il signore della guerra
Shōgun - Il signore della guerra (Shōgun) è un film del 1980 diretto da Jerry London. È un condensato cinematografico della miniserie televisiva omonima, tratta dal romanzo  di James Clavell.

## Trama
La storia ambientata nel XVII secolo, narra dell'incontro del mondo orientale per l'occidentale John Blackthorne, marinaio inglese, che per un naufragio si ritrova costretto a vivere in  Giappone. Abituatosi alla cultura e alle lotte interne diventerà il primo samurai non-giapponese.